# Шалмезон
Шалмезон (фр. Chalmaison) је насељено место у Француској у региону Париски регион, у департману Сена и Марна.
По подацима из 2011. године у општини је живело 745 становника, а густина насељености је износила 107,81 становника/km².

## Демографија
| 1962. | 1968. | 1975. | 1982. | 1990. | 2011. |
| ----- | ----- | ----- | ----- | ----- | ----- |
| 388   | 364   | 380   | 394   | 616   | 745   |